# Pilotrichum divaricatum
Pilotrichum divaricatum är en bladmossart som beskrevs av Mitten 1869. Pilotrichum divaricatum ingår i släktet Pilotrichum och familjen Daltoniaceae. Inga underarter finns listade i Catalogue of Life.